# Malinowka (przystanek kolejowy w obwodzie królewieckim)
Malinowka (ros. Малиновка) – przystanek kolejowy w miejscowości Malinowka, w rejonie zielenogradskim, w obwodzie królewieckim, w Rosji. Położony jest na linii Królewiec – Zielenogradsk – Swietłogorsk, w pobliżu wybrzeża Morza Bałtyckiego.